# Michael Cashman
Michael Cashman (n. 17 decembrie 1950, Londra, Anglia, Regatul Unit) este un om politic britanic, membru al Parlamentului European în perioadele 1999-2004 si 2004-2009 din partea Regatului Unit.
1. ↑  Deputații în Parlamentul European